# Halomvár
Halomvár är en kulle i Ungern.   Den ligger i provinsen Borsod-Abaúj-Zemplén, i den norra delen av landet, 130 km öster om huvudstaden Budapest. Toppen på Halomvár är 306 meter över havet, eller 80 meter över den omgivande terrängen. Bredden vid basen är 1,6 km.
Terrängen runt Halomvár är platt åt sydost, men åt nordväst är den kuperad. Runt Halomvár är det ganska tätbefolkat, med 62 invånare per kvadratkilometer. Närmaste större samhälle är Miskolc, 14,2 km nordost om Halomvár. Omgivningarna runt Halomvár är en mosaik av jordbruksmark och naturlig växtlighet.